# Bento Roma
Bento Esteves Roma ComTE • GOIC (Chaves, 2 de Janeiro de 1884 - Lisboa, 23 de Dezembro de 1953) foi um militar português.

## Biografia
Assentou praça, como voluntário, no Regimento de Cavalaria N.º 6, a 5 de Agosto de 1903 e, até 1906, tirou as preparatórias na Universidade de Coimbra e nas Escolas Politécnicas de Lisboa e do Porto. Frequentou a Escola do Exército, entre 1906 e 1909. Foi promovido a alferes, em 1909, atingindo o posto de coronel, em 1933.
Depois de prestar serviço em várias unidades no continente, participou no combate às incursões monárquicas. Foi mobilizado para Angola em 1912, onde permaneceu até ao ano seguinte, tendo comandado o posto de Binde, no distrito de Benguela e posteriormente o de São João do Pocolo. Em 1915, participou nas campanhas militares do sul de Angola. Regressou em 1916, sendo enviado a França para preparar a participação portuguesa na frente ocidental, junto das forças inglesas.
Por ocasião da 1ª Grande Guerra Mundial e no posto de Capitão, foi para a Flandres integrado no CEP, no qual se destacou por actos de bravura, comandando a 1ª Companhia do Batalhão de Infantaria nº 13, originário de Vila Real, e chegando a ser interinamente o Comandante e por mais vezes o 2º Comandante do Batalhão. Nesta situação e na Batalha de La Lys a 9 de Abril de 1918, foi feito prisioneiro e libertado depois do Armistício. Comandou a Companhia portuguesa na Parada da vitória em Paris a 14 de Julho de 1919.
No pós-guerra, organizou e instalou, em Tancos, a Escola de Instrutores de Infantaria, com o objectivo de preparar grupos de instrutores para as escolas de recrutas. Entre 1920 e 1923, sendo governador dos distritos de Cubango, Lunda, que acumulou o  com o de governador interino de Moxico. Foi neste período que consolidou a ocupação de todo o território, em operações militares, numa das quais foi ferido. A 5 de Fevereiro de 1922 foi feito Comendador da Ordem Militar da Torre e Espada, do Valor, Lealdade e Mérito. Exerceu ainda o cargo de governador do distrito da Huíla. Em 1930, ocupou o cargo de Governador-geral de Angola, de 31 de Março a 3 de Julho de 1930, pedindo nesta data a sua demissão, sendo antecedido por Filomeno da Câmara de Melo Cabral e sucedido por José Dionísio Carneiro de Sousa e Faro. Em 1929, entrou ao serviço da Companhia de Moçambique onde prestou serviço até 1933, data em que regressa definitivamente a Portugal. A 5 de Outubro de 1932 foi feito Grande-Oficial da Ordem do Império Colonial.
É, então, nomeado sub-director do Instituto Feminino de Educação e Trabalho, actual Instituto de Odivelas, tendo ocupado o cargo até 1938.
Em 1949, apoiou a candidatura do General Norton de Matos à Presidência da República, fazendo parte da sua Comissão Central.